# Kirche von Trondenes

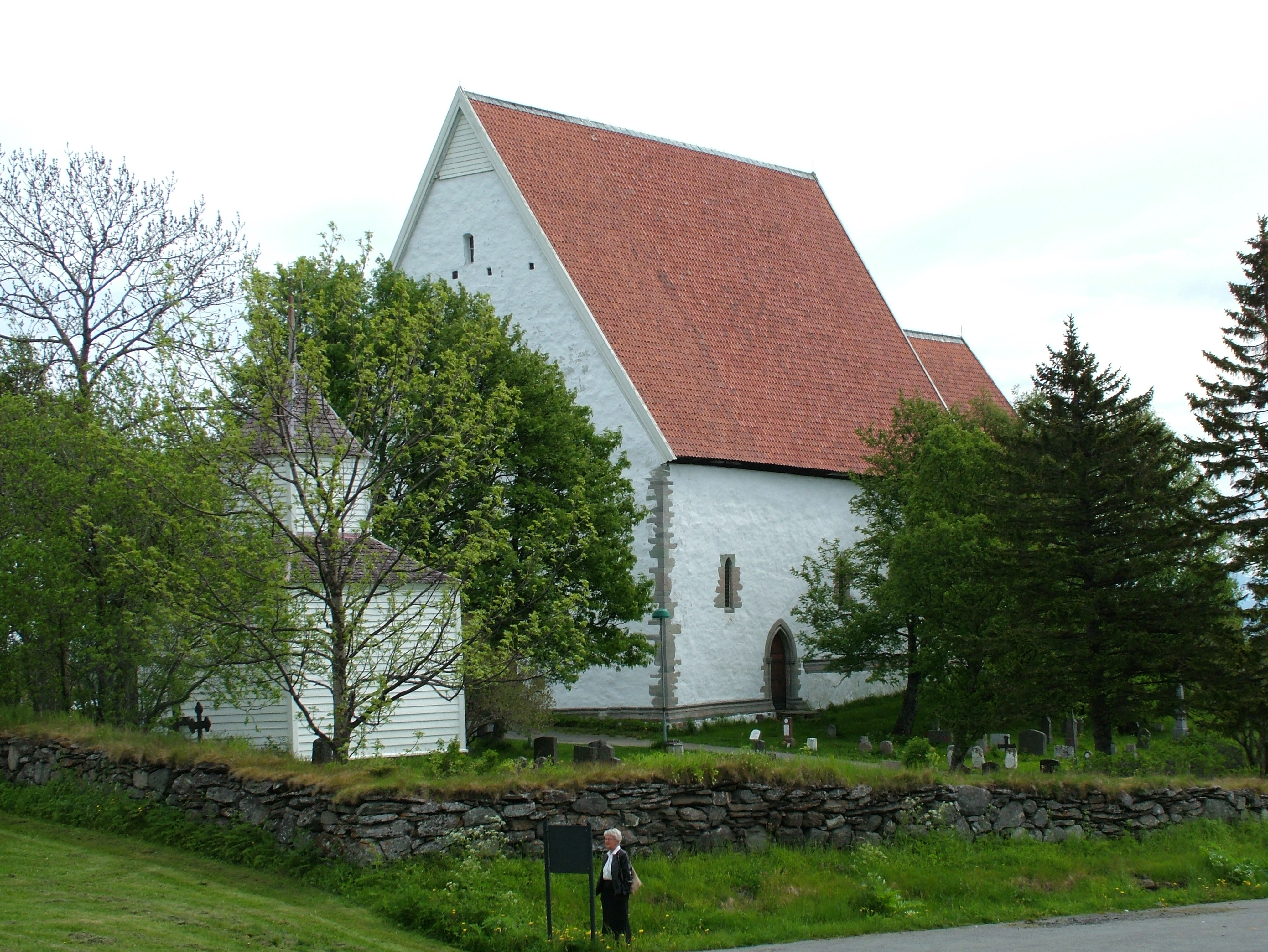
Kirche von Trondenes

Die evangelisch-lutherische Kirche von Trondenes (norwegisch Trondenes kirke) auf der Halbinsel Trondenes etwa drei Kilometer nördlich von Harstad ist die nördlichste mittelalterliche Steinkirche der Welt. Die Kirche wurde zwischen dem 13. und dem 15. Jahrhundert errichtet, die genaue Bauzeit ist allerdings unbekannt. Möglicherweise wurde sie in mehreren Abschnitten errichtet.

## Architektur
Der Grundriss der Kirche ist rektangulär und besteht aus einem massiven Kirchenschiff und einem etwas schmaleren an der Ostseite angeschlossenen Chor. Der Westgiebel der Kirche mit dem Haupteingang ist 23 Meter hoch und damit nach dem Giebel des Nidarosdomes der zweithöchste Kirchengiebel Norwegens. Das Portal, die Fenster und die Ecken des Bauwerkes sind mit Speckstein abgesetzt.
Die dicken Mauern und schmalen Fenster, die an Schießscharten erinnern, deuten darauf hin, dass die Kirche nicht nur als religiöse Stätte, sondern auch zur Verteidigung, möglicherweise gegen karelische Piraten, die im Hoch- und Spätmittelalter die nordnorwegische Küste angriffen, errichtet wurde. Im Mittelalter wurde die Kirche von einer Steinmauer umgeben, die an der Seeseite im Osten drei bis fünf Meter hoch gewesen sein soll und von zwei Türmen verstärkt wurde.
Das Kircheninnere wurde im Lauf der Zeit mehrfach verändert. Reste mittelalterlicher Kreidezeichnungen sowie einige Beschläge wurden bei Restaurierungsarbeiten in den 1950er Jahren entdeckt. Das romanische Taufbecken stammt vermutlich aus einer älteren Kirche. Ein weiteres Relikt vorreformatorischer Zeit ist das Weihwasserbecken am Kircheneingang, das eines der letzten bewahrten in Norwegen ist.
Der wichtigste Kulturschatz der Kirche sind die drei spätmittelalterlichen Flügelaltare, die aus einer Lübecker Werkstatt, vermutlich der des spätgotischen Bildhauers Bernt Notke, der zu seiner Zeit einer der größten Kunstexporteure in Nordeuropa war, stammen. Die Hansestadt Lübeck war als Oberhof für die Niederlassung der Hanse auf der Deutschen Brücke in Bergen zuständig und kontrollierte zu dieser Zeit den Handel mit Norwegen. Von Bergen aus wurde in Nordnorwegen hergestellter Stockfisch und Klippfisch importiert und europaweit als Fastenspeise vertrieben.
Bei einem Umbau 1792 wurden die Orgel und eine Chorschranke mit einem Rokokoaltar installiert. Eine Sanduhr an der Kanzel begrenzte die Sprechzeit der Pfarrer.

## Galerie

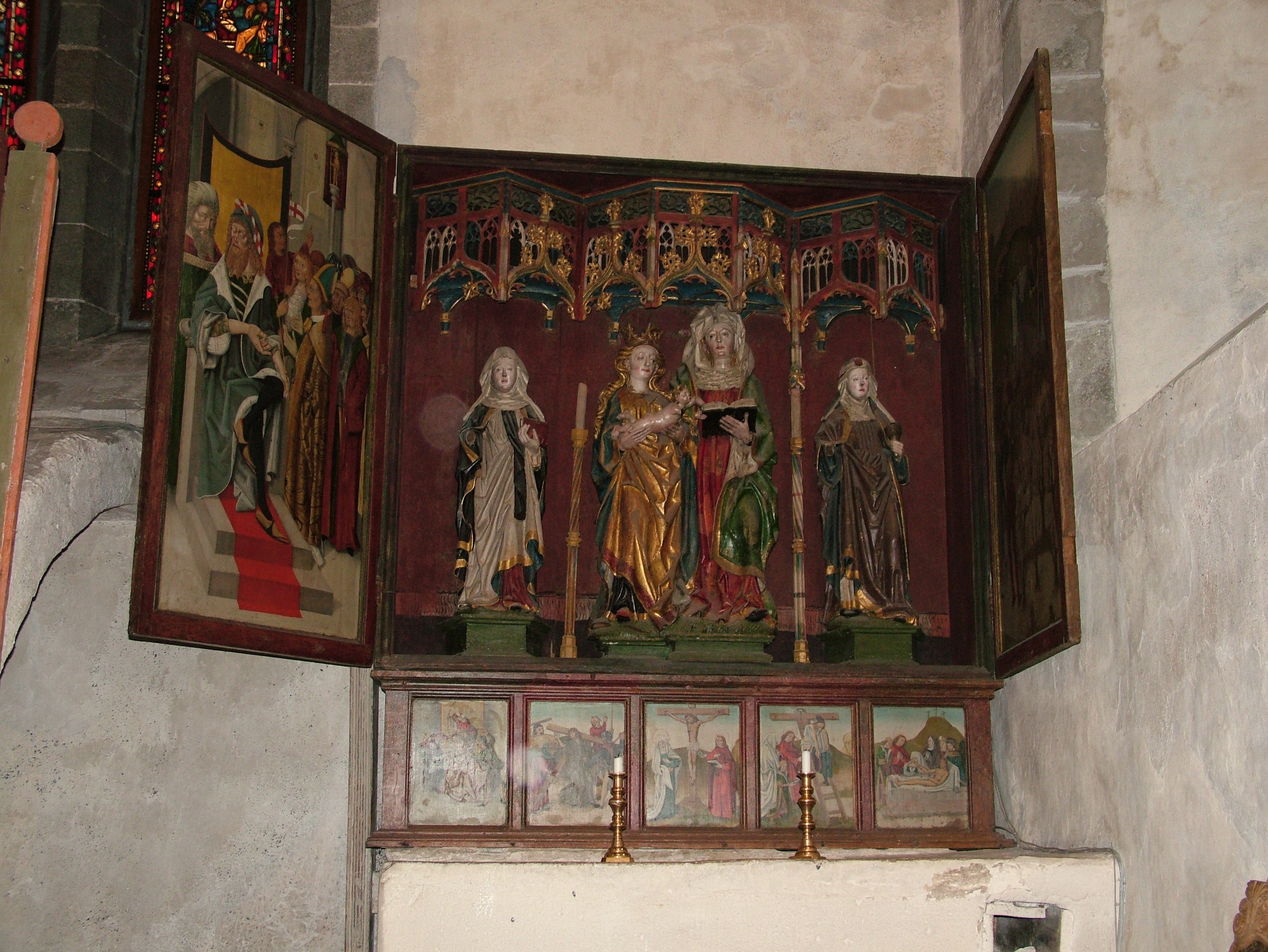
Der kleine Altar der Kirche
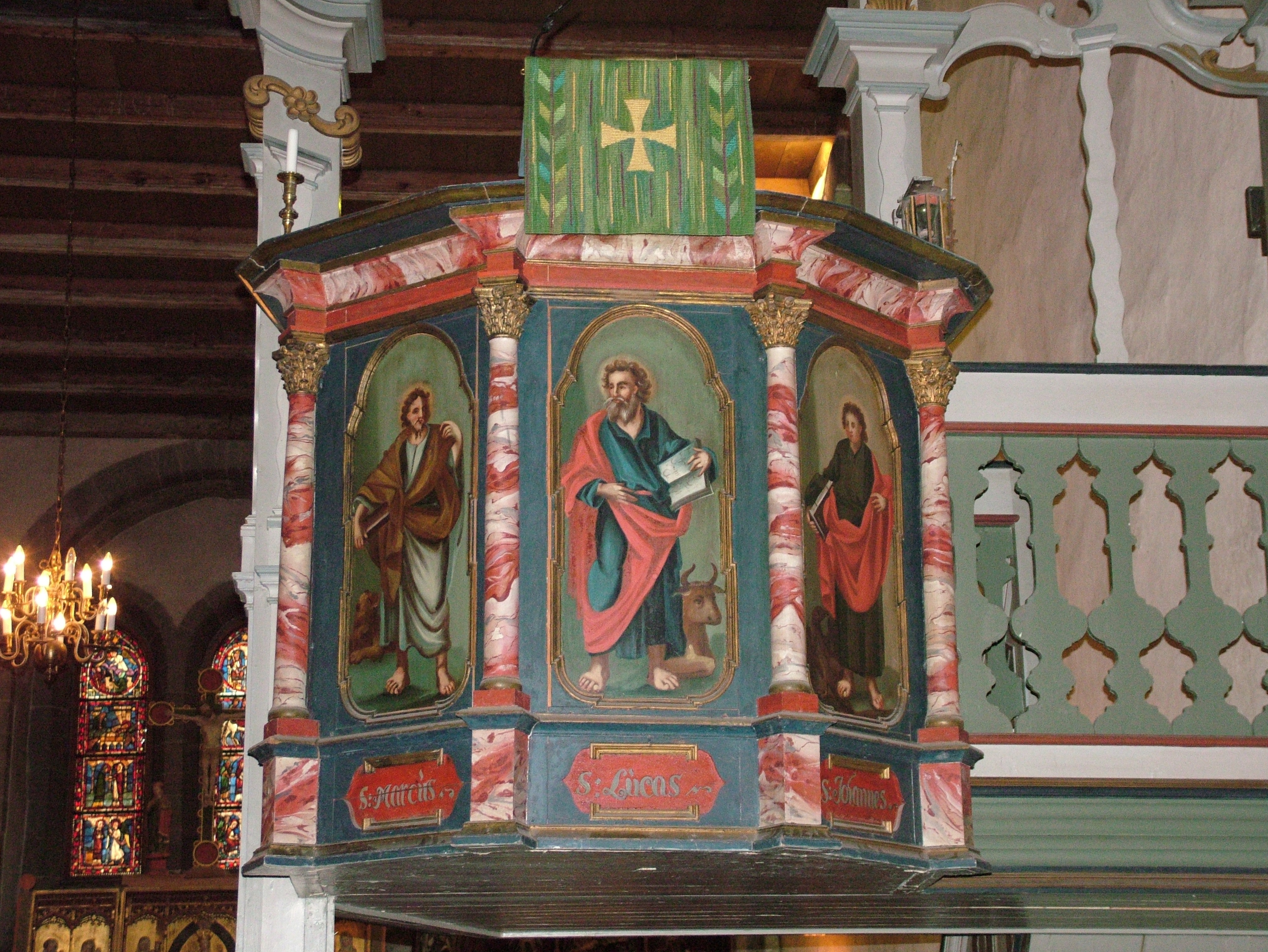
Kanzel
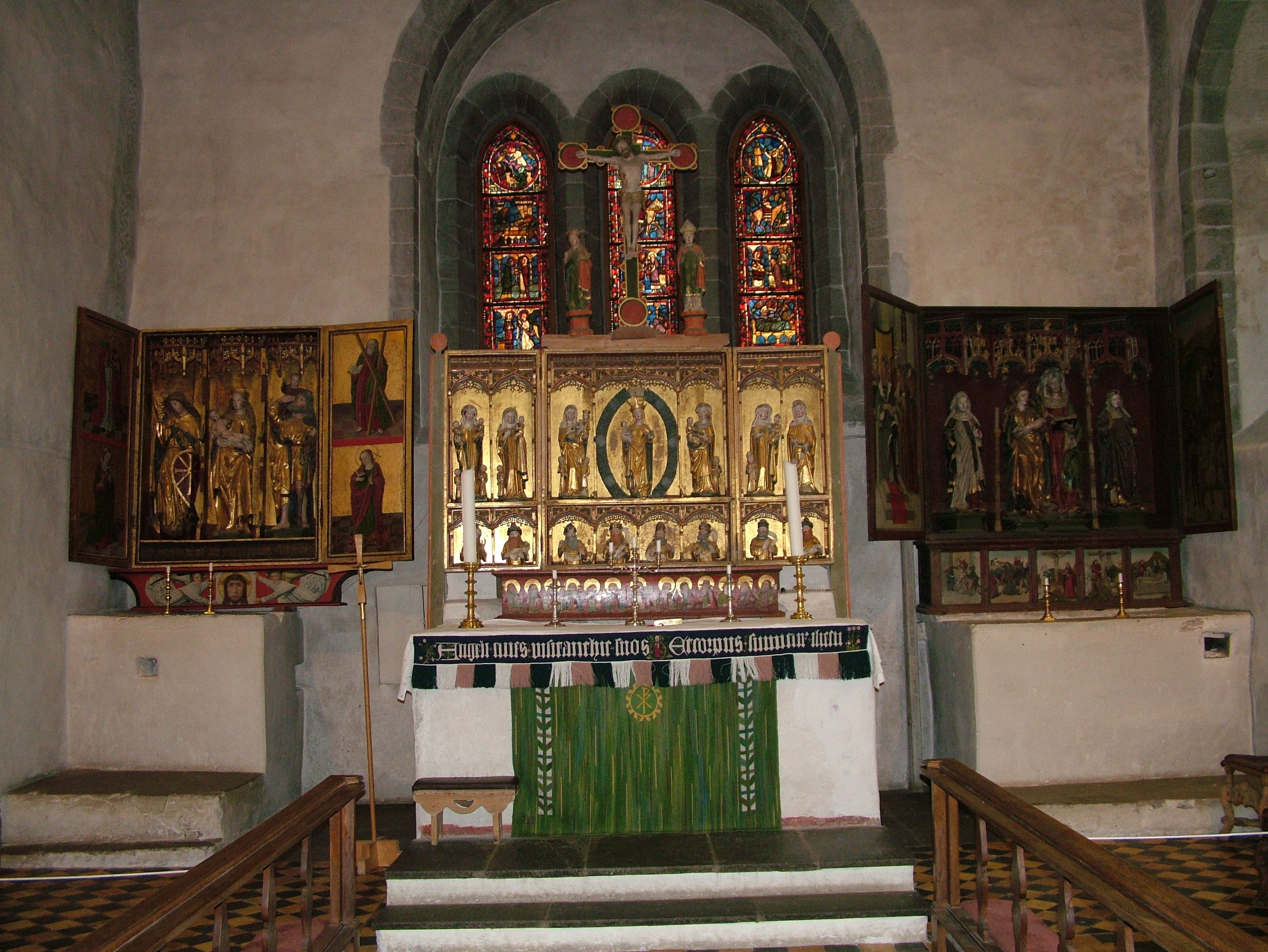
Altar
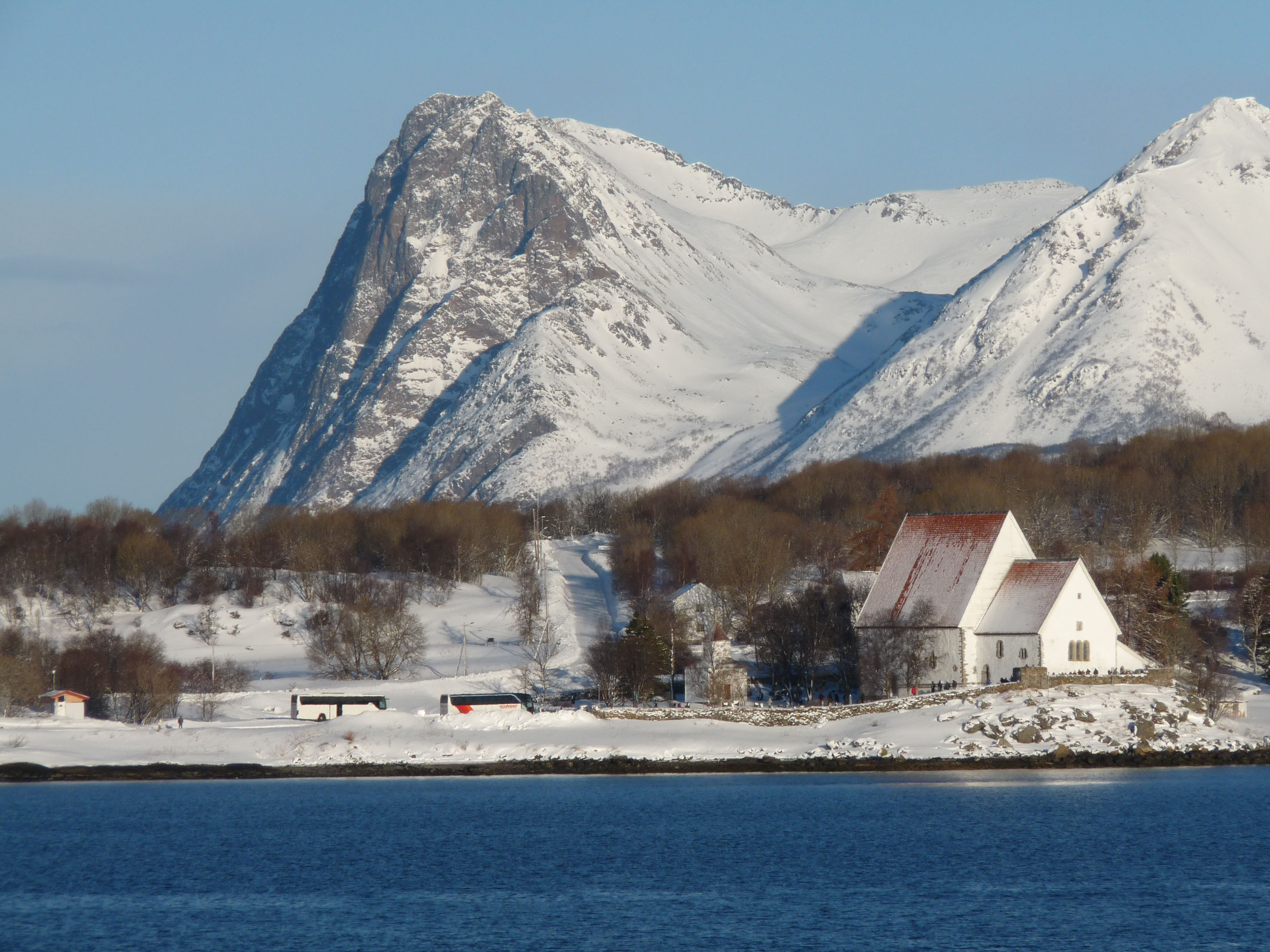
Aussicht auf die Kirche mit Høgberget im Hintergrund
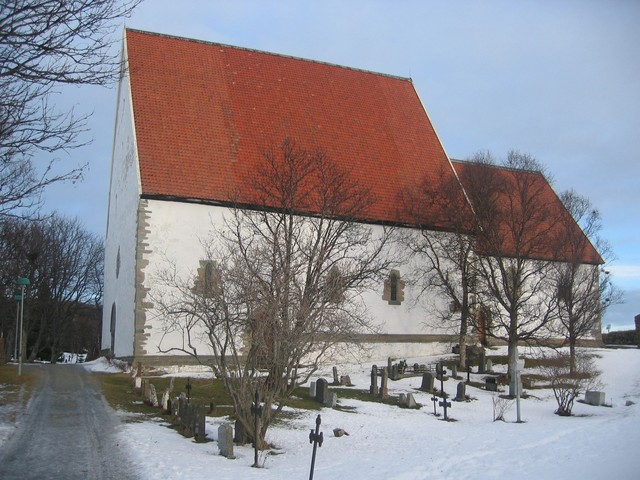
Seitenansicht
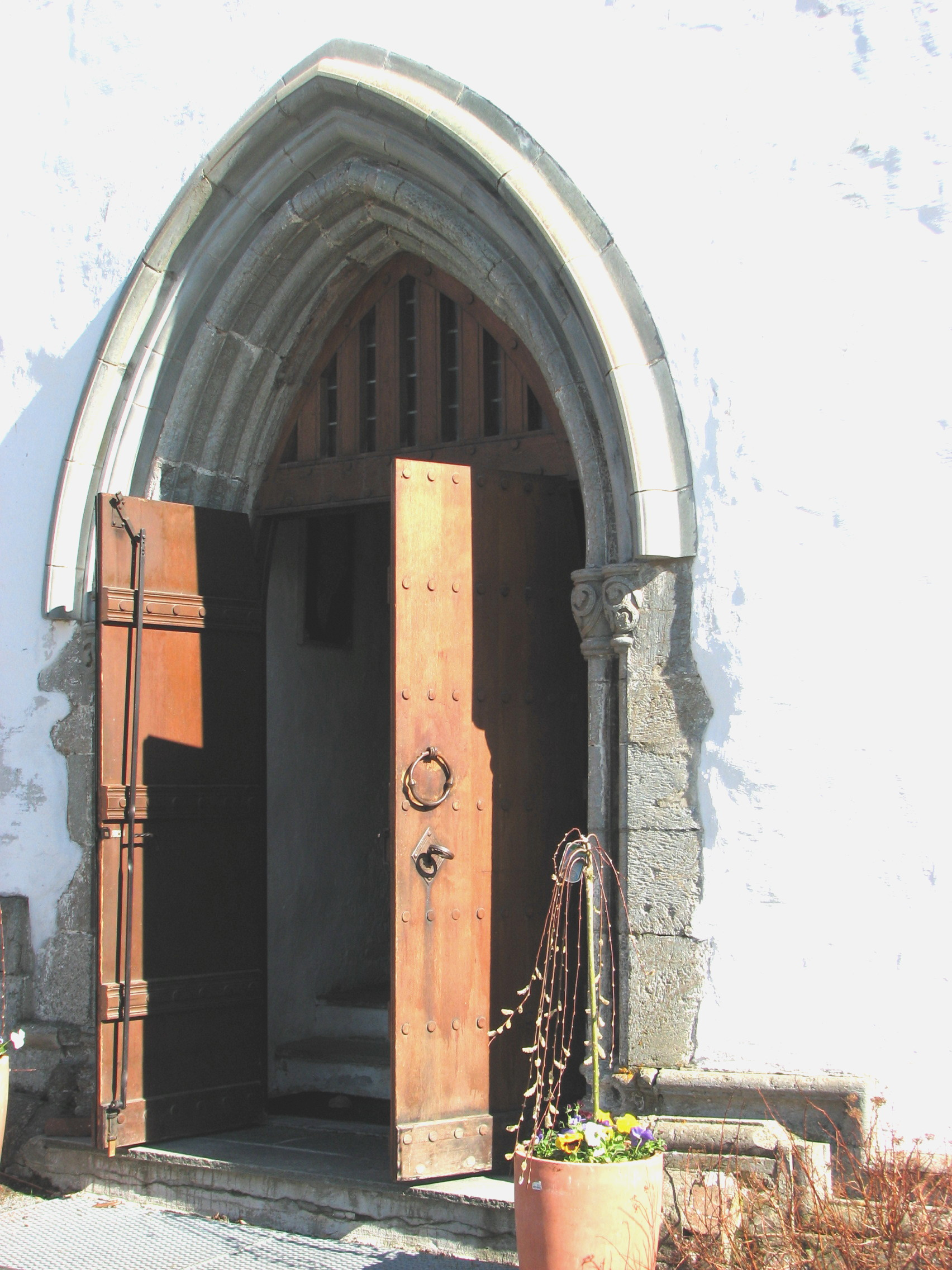
Haupteingang